# 小峰信
小峰 信（こみね まこと）は、日本の官僚。元法務省法務大臣官房審議官。元国際協力機構（JICA）派遣専門家（タイ）。元日産建設取締役副社長。(公益財団法人日本相撲協会)顧問。一般社団法人ホウビ理事長。

## 経歴
1963年大阪工業大学工学部建築学科卒業後、法務省入省。JICA派遣専門家（タイ国内内務省行刑局）、大臣官房営繕課長、本省法務大臣官房審議官などを歴任。2000年に退官。建設法務行政の業務に長きにわたり携わり、国内外の法務行政整備に貢献した。
その他退官後は、日産建設取締役副社長なども務めた。現在は、一般社団法人ホウビ代表理事として建築技術（特に「PC圧着関節工法」; プレストレストコンクリート）に関する助言・協力指導を主に行っている。
2007年春の叙勲に於いて、瑞宝中綬章を受章。